# Окунь, Александр Леонидович
Александр Леонидович Окунь (23 января 1942, СССР) — советский, американский театральный художник, сценограф.

## Биография
Александр Окунь родился в 1942 году. Его отец — заслуженный художник РСФСР Леонид Александрович Окунь, в 1930-х годах был главным художником театра Музыкальной комедии Бебутова, в 1956—1979 — главным художником Московского цирка на Цветном Бульваре.
С 1953 по 1960 годы Александр Окунь учился в Московской средней художественной школе при институте им. Сурикова (МСХШ). С 1960 по 1965 годы в Школе-студии (вуз) им. В. И. Немировича-Данченко при МХАТ СССР им. М. Горького и с 1966 по 1969 год — в аспирантуре Школы-студии МХАТ.
Окончив аспирантуру с 1971 по 1979 гг., он работал в Школе-студии МХАТ на факультете сценографии и театральной технологии, где читал студентам оригинальный (разработанный им) курс «Композиция сценического пространства». Параллельно с преподавательской деятельностью Александр работал в московских театрах: во «МХАТе», «Сатиры», «Маяковского», «Пушкина», «Вахтангова», «Ермоловой», на «Малой Бронной», «Киноактёра», в ленинградском «Театре комедии», в Тульском драматическом театре и многих других. Кроме того, он был неоднократным участником выставок «Итоги Сезона», проводимых «Всесоюзным театральным обществом» (ВТО).
В общей сложности, к 1981 году Александр Окунь сделал декорации и костюмы к восьмидесяти спектаклям, включая три спектакля в Гаване, Куба.
В 1981 году Александр с семьёй эмигрировал в США.

### Американский период
В 1982 году Александр получил должность доцента на театральном факультете Бостонского университета (School of the theater Arts Boston University), где преподавал до 1985 года.
В то же самое время, имя художника, постепенно становилось известным в театральном мире Америки.
Положительные рецензии в газетах на первые бесплатные или почти бесплатные постановки, проходившие в крошечных бостонских студиях. Затем спектакли в театрах Чикаго, Нью-Йорка, Филадельфии, Вашингтона, Далласа, Сиэтла, Сарасоты, Майами.
В 1986 знаменитый продюсер и режиссёр бродвейских мюзиклов Харальд Принц пригласил Александра Окуня создать сценографию к мюзиклу «Роза». Премьера спектакля прошла сначала в Балтиморе, штат Мэриленд в театра «Center stage», затем, в Лос-Анджелесе, штат Калифорния на сцене театра «Mark Taper Forum» и, наконец, 1 Октября 1987 года состоялась Бродвейская премьера «Розы» (театр «The Royale Theatre», в Нью-Йорке, штат Нью-Йорк). Во многочисленных рецензиях на новый мюзикл, все критики без исключения отмечали великолепные декорации сделанные театральным художником Александром Окунем.
Всего в США с его участием было выпущено около пятидесяти постановок.
С 1984 года Александр Окунь член организации United Scenic Artists. (USAA) (Организация аналогичная «Союзу театральных деятелей России»).
Благодаря работе над бродвейским мюзиклом, которая, сама по себе, является символом признания мастерства, Александру Окуню представилась возможность попробовать себя на новом для него поприще.
Должность консультанта по дизайну в диснеевской компании WDI (Walt Disney Imagineering) в Калифорнии 1988 год. С конца 1989 по 2012 годы — креативный директор в архитектурно-дизайнерской фирме «McBride Со» в Майаме, штат Флорида
Среди проектов, выполненных Александром, были работы по оформлению музеев и выставок, тематических ресторанов, водных парков, городских площадей, фонтанов, проекты для «Universal Studios» и многое другое. При создании коммерческих объектов он использовал свой многолетний опыт художника-сценографа и, по оценкам специалистов, работы Александра Окуня отличаются эффектными и оригинальными решениями.
С 2006 года вместе с женой живёт в горах Аппалачи (штат Северная Каролина).

## Творческо-профессиональная деятельность
- Факультет сценографии и театральной технологии, Школа-студия МХАТ, СССР.

1967—1969 аспирант-преподаватель.
1969—1979 доцент.
- Бостонский университет, театральный факультет. США.

1982—1985 гг. доцент.

### Список избранных работ

#### Сценография к спектаклям

##### СССР
- Московский художественный академический театр им. М. Горького.
  - 1967 — «Жил был каторжник» Ж. Ануй. Постановка В. Я. Станицина.
  - 1968 — «Село степанчиково» Ф. М. Достоевский. Постановка В. Н. Богомолова
  - 1972 — «Пока арба не перевернулась» О. Иоселиани. Постановка И. М. Тарханова.
  - 1977 — «Чеховские страницы» А. П. Чехов. Постановка Е. Радомысленского.
  - 1978 — «Соловьиная ночь» В. Ежов. Постановка В. Я. Станицина.
- Московский академический театр им. Вл. Маяковского.
  - 1969 — «Конец книги шестой» Е. Брошкевич. Постановка А. Гончарова и Е. Радомысленского.
- Московский академический театр сатиры.
  - 1971 — «Затюканный апостол» А. Макаёнок. Постановка Е. Радомысленского.
- Тульский государственный академический театр драмы имени М. Горького. Режиссёр-постановщик Р. Рахлин.
  - 1972 — «Бесприданница» Н. А. Островский.
  - 1973 — «Варвары» А. М. Горький.
- Государственный академический театр имени Е. Вахтангова Режиссёр-постановщик А. Ремизова.
  - 1972 — «Шаги командора» В. Коростылев.
  - 1978 — «Дела давно минувших дней.» по произведениям Н. В. Гоголя.
- Ленинградский театр комедии.
  - 1973 — «Игра с кошкой» И. Эркеня. Постановка А. Ремизовой.
- Московский драматический театр имени М. Н. Ермоловой
  - 1971 — «Бременские музыканты» В. Шульжик (по мотивам сказки братьев Гримм). Постановка Я. Губенко.
  - 1974 — «Прошлым летом в Чулимске» А. Вампилов. Постановка В. Андреева.

##### США
- Court Theater. Чикаго, Иллинойс.
  - 1983 — «Антигона», Софокол, режиссёр Timur Djordjadze.
- Arena Stage. Вашингтон, дистрикт Колумбия.
  - 1984 — «Три сестры», А. П. Чехов, режиссёр Zelda Fichandler.
- American Repertory Theater. Кембридже. Массачусетс.
  - 1984 — «Олимпийские Игры» (Olympians games) по эротическим рисункам Пикассо. Режиссёр Barbara Damashek.
- Фестиваль музыкальных театров в Филадельфии, Пенсильвания и «Mitzie Newhouse» Центр им. Линкольна, Нью-Йорк, Нью-Йорк.
  - 1986 — мюзикл «Пересадка Голов» (The Transposed Heads) по индийской сказке Томаса Манна. Режиссёр Джули Теймор. — Первая премия фестиваля.
- The Egg Theater. Олбани, Нью-Йорк.
  - 1986 — мюзикл «Лампа Аладдина» (ALADDIN). Режиссёр Peter Webb. — второе место на Международном театральном фестивале в городе Джараш, Иордания.
- Center Stage. Балтимор, Мэриленд, Mark Taper Forum. Лос-Анджелес, Калифорния, The Royale Theatre. Нью-Йорк, Нью-Йорк.
  - 1986—1987 — мюзикл «Роза» (Roza). Продюсор и режиссёр Harold Prince.
- Center Stage. Балтимор, Мэ́риленд.
  - 1988 -«Буря» («The Tempest»). В. Шекспир, Режиссёр Stan Wojewodski, Jr.
- Dallas Center Theater. Даллас, Техас.
  - 1988 — «Идиот» («The Idiot»). Ф. Достоевский. Режиссёр Jonas Jurasas.
- The Coconut Grove Playhouse. Майами, Флорида, The Walnut Street Theatre. Филадельфия, Пенсильвания.
  - 1988, 1989 — мюзикл «FAME». Продюсер David De Silva. Режиссёр David Seint.
- Alley Theater. Хьюстон, Техас.
  - 1993 — «Сирано де Бержерак». («Cyrano de Bergerac»). Режиссёр Gregory Boyd.
- Репертуарный шекспировский театр. Чикаго, Иллинойс.
  - 1996 — «Ричард III» (Richard III). В. Шекспир. Режиссёр Barbara Gaines.
- Utah Ballet. Солт-Лейк-Сити, Юта.
  - 2011 — балет «Щелкунчик». («The Nutcracker».) Хореограф Regina Zarhin.

##### Англия
- «The Royal Albert Hall», Лондон
  - 2001 — опера Пуччини «Турандот» (Turandot). London Opera Company и режиссёр Eugen Platon .

##### Россия
- Государственный театр киноактёра.
  - 2009 — «Дурочка» Лопе де Вега. Режиссёр Е. Радомысленский.

#### Концептуально-Коммерческий Дизайн

##### США
- «Fantasy of Flight» — Частный музей винтовой авиации. Орландо, Флорида.
- "WWII Thru Russian eyes " — Выставка посвящённая второй мировой войне. Вашингтон, здание им. Рональда Рейгана. Несколько позже, была показана жителям городов Мемфис, Теннесси и Сан Диего, Калифорния.
- Экспозиция посвящённая первой подвойной лодке «Hunley» времен гражданской войны в Америке. Миртл-Бич, Южная Каролина.

## Выставки
- 2002 год — Персональная художественная выставка «Театральный Дизайн сцены». 'Vit Art Gallery', Флорида, США.
- 1967—1978, 2006 годы — Участник Выставок «Итоги сезона». Союз театральных деятелей, г. Москва, Россия.

## Частные коллекции и музеи
- Театральный музей им. А. А. Бахрушина (Москва).
- Театральный музей им. Евг. Вахтангова (Москва).
- Музей МХАТа(Москва).
- Частные коллекции Нью-Йорка и Чикаго (США), Москвы и Петербурга (Россия).

## Премии
- 1969 год — Спектакль-победитель международного театрального фестиваля польских пьес в Москве. Театра им. Маяковского «Конец книги шестой».
- 1974 год — Диплом министерства культуры СССР за лучшую сценографию сезона. Спектакль Театра им. Ермоловой «Прошлым летом в Чулимске».
- 1987 год — Премия объединения театральных критиков г. Далласа, Техас. За сценографию к спектаклю «The Idiot».
- 1989 год — Ежегодная премия им. Карбонелла (сезон 1988-89 гг.). За сценографию к мюзиклу « Fame».

## Отзывы
Многочисленные ревю в советской и американской прессе.
В крупнейших изданиях «Нью-Йорк Таймс» (The New-York Times), «Уолл-стрит-джорнел», (The Wall Street Journal), «Вашингто́н по́ст» (The Washington Post) и Филадэльфиа инквауэр (The Philadelphia Inquirer), В газетах «USA Today», «The Sarasota Herald-Tribune», « The Maimi Herald». «Variety» — в ведущем американском еженедельнике, освещающем события в мире шоу-бизнеса .
- Газета «Новый Американец». Статья о спектакле «„Зеки“ в Нью Йорке». 12/31/1981.
- Журнал «7 дней». Статья «Американские премьеры Александра Окуня». 03/23/1984.
- Газета «The New-York Times». Рецензия на спектакль А. П. Чехова «Три сестры.» Mel Gussow, 02/19/1984
- Газета «The Philadelphia Inquirer». Рецензия на спектакль «Пересадка Голов». 12/9/1986.
- Газета «The Washington Times». Рецензия на мюзикл «Роза». 12/18/1986.
- Журнал «Variety». Рецензия на мюзикл «Роза». 12/24/1986.
- Журнал «Theater». Рецензия на мюзикл «Роза». John Simon.
- Журнал «USA Today». Рецензия на мюзикл «Роза». 05/01/1987.
- Журнал «Theater». Рецензия на мюзикл «Роза». John Simon.
- Газета «Los Angeles Times». Рецензия на мюзикл «Роза». 05/01/1988.
- Газета «Chicago Tribune». Рецензия на спектакль «Ричард III». Sid Smith ,1996 г.
- Газета «Sarasota Herald-Tribune». Рецензия на пьесу Хенри Ибсена «Hedda Gabler». 1/7/2003
- Книга Foster Hirsch «Harold Prince and American Musical».
- «Альманах порт-фолио». Журналист Леонета Рублевская. 2002 г.